# Primice

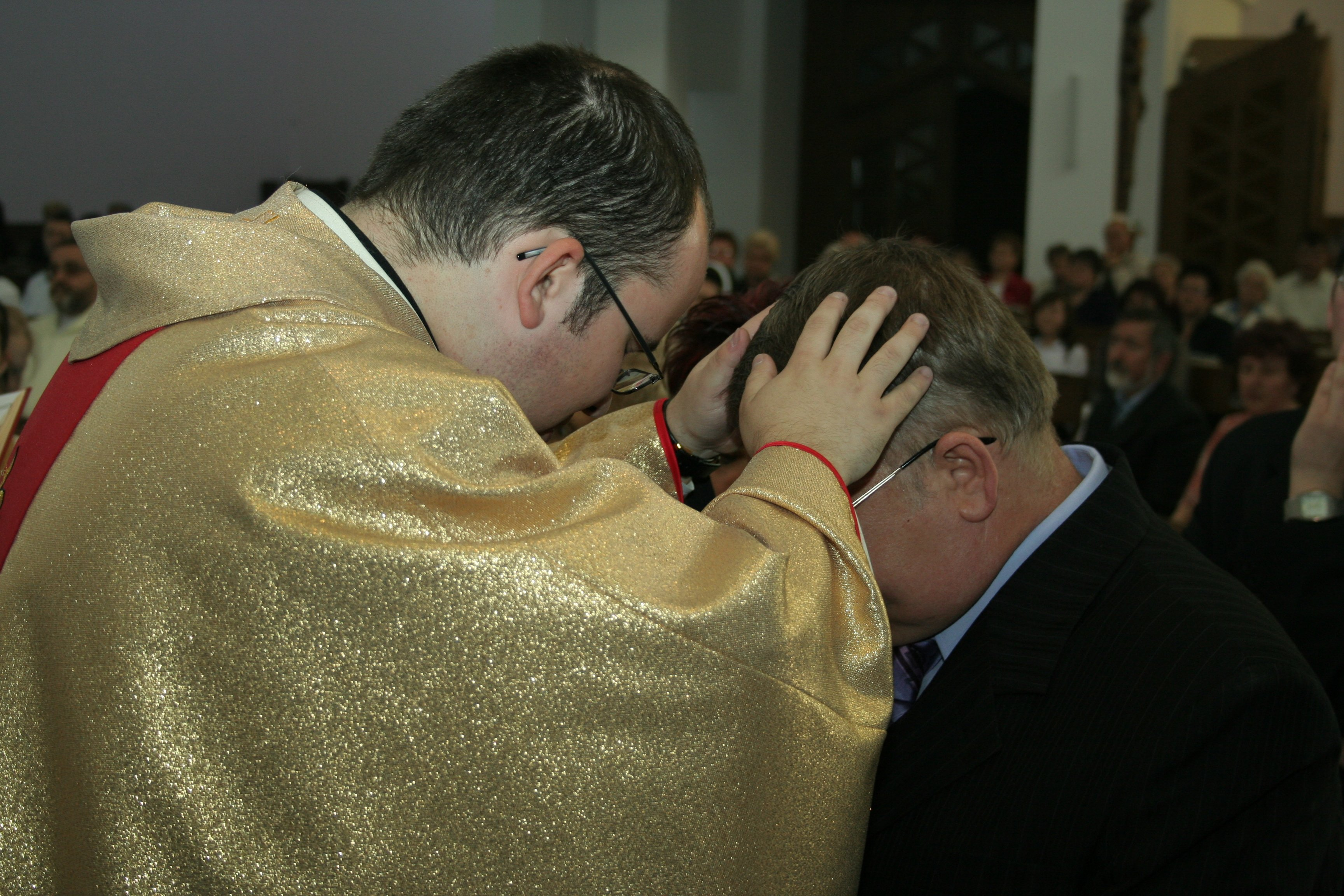
Novokněžské či primiční požehnání

Primice či primiční mše svatá (z lat. primitie, jenž označuje „prvotinu – první úrodu“, či z prima missa neboli „první mše“) je v katolické církvi označení první mše svaté, kterou slavnostně slouží nově vysvěcený kněz (novokněz) za účasti farního společenství, ze kterého tento novokněz pochází.

## Slavení primice
Primice se slaví obvykle první den poté, kdy jej vysvětil biskup. V některých zemích, např. v Polsku, bývá tradicí, že primici novokněz slouží ve farním kostele. Podle místních tradic slouží primici novokněz samostatně (někde s pomocí místního farního kněze) a někde pouze, protože není ve slavení mše svaté zběhlý, pouze koncelebruje. Na závěr primice dává novokněz zvláštní „papežské“ požehnání , na které papež Lev XIII. v roce 1886 stanovil možnost získat plnomocné odpustky za obvyklých podmínek.
Primiční mše může být prodloužena ještě dalšími ceremoniemi v kostele.